# 胡达 (安康)
胡达(安康)，中华人民共和国政治人物、全国脱贫攻坚先进个人。

## 生平
胡达任陕西省安康市宁陕县筒车湾镇海棠园村原第一书记，中央办公厅四级调研员。因在脱贫攻坚战中作出突出贡献，2021年2月25日全国脱贫攻坚总结表彰大会上，胡达被授予“全国脱贫攻坚先进个人”。